# NGC 3191
NGC 3191 (NGC 3192) é uma galáxia espiral barrada (SBbc/P) localizada na direcção da constelação de Ursa Major. Possui uma declinação de +46° 27' 18" e uma ascensão recta de 10 horas, 19 minutos e 05,1 segundos.
A galáxia NGC 3191 foi descoberta em 5 de Fevereiro de 1788 por William Herschel.